# الزراعة في بلاد الرافدين
كانت الزراعة النشاط الاقتصادي الرئيس في بلاد الرافدين القديمة. وفي ظل ظروف قاسية، أبرزها المناخ القاحل، طوّر مزارعو بلاد الرافدين إستراتيجيات فعّالة مكّنتهم من دعم تطور أولى الإمبراطوريات المعروفة، تحت إشراف المؤسسات التي هيمنت على الاقتصاد: القصور الملكية والإقليمية، والمعابد، وأملاك النخب. ركّزوا بالدرجة الأولى على زراعة الحبوب (وخاصةً الشعير) وتربية الأغنام، بالإضافة إلى زراعة النباتات البقولية، ونخل التمر في الجنوب، والعنب في الشمال.
كان هناك نوعان من الزراعة في بلاد الرافدين، يتوافقان مع المجالين البيئيين الرئيسين، واللذين تداخلا إلى حد كبير مع الاختلافات الثقافية. كانت زراعة جنوب بلاد الرافدين، أو بلاد سومر وأكد، والتي أصبحت فيما بعد بلاد بابل، تعاني من شح الأمطار، وتتطلب أعمال ري واسعة النطاق أشرفت عليها نُخَب المعابد، ولكنها كانت تُدرّ عوائد عالية. أما زراعة شمال بلاد الرافدين، أو بلاد الرافدين العليا، وهي الأرض التي أصبحت فيما بعد آشور، فقد كان لديها من الأمطار ما يكفي للسماح بالزراعة الجافة في معظم الأوقات، مما قلّل من أهمية الري والنُخَب المؤسسية الكبيرة، ولكن عوائدها كانت عادةً أقل.

## المناخ
تُعدّ إعادة تمثيل المناخ والغطاء النباتي موضوعًا للدراسة أثناء وضع نماذج لوصف التطور المبكر للزراعة المستقرة في الشرق الأدنى. يُعتقد أن انخفاض درجات الحرارة أو زيادة القحولة خلال الدور الجليدي أدى إلى قلة أو انعدام الغطاء الغابوي، على غرار تضاريس السهوب في منطقة جبال زاغروس، وتفاوت الغطاء الغابوي في أراضي تركيا وسوريا الحاليتين. ويُعتقد أن شمال غرب سوريا، الذي ساد فيه السنديان النفضي في العصور القديمة، كان أقل قحولة بين عامي 10,000 و7,000 قبل الميلاد مما هو عليه اليوم. ويعتقد الباحثون أن أعشاب الحبوب البرية انتشرت على الأرجح مع الغطاء الغابوي، من الملاجئ الجليدية غربًا إلى جبال زاغروس.

## الطبوغرافيا
طورت مجتمعات بلاد الرافدين القديمة أحد أكثر النظم الزراعية ازدهارًا في العالم القديم، في ظل قيود قاسية: أنهار لم تكن أنماطها مرتبطة ارتباطًا وثيقًا بدورة نمو الحبوب المزروعة؛ ومناخ حار وجاف مع تقلبات سنوية حادة؛ وتربة رقيقة ومالحة عامةً. ربما كانت الظروف في الشمال أكثر ملاءمة لأن التربة كانت أكثر خصوبة وكان معدل هطول الأمطار كافيًا للزراعة دون ري، لكن اتساع الأنهار في الجنوب والسهول المنبسطة، سهَّلوا شق قنوات الري وزراعة مساحات واسعة، إذ أعطوا مزايا لتطوير المزارع المروية التي كانت مُنتِجة ولكنها تتطلب عملًا مستمرًا.
كانت الأعشاب (النجيلية) البرية المحلية في هذه المنطقة أنواعًا كثيفةَ النمو وعاليةَ الإنتاجية، وخاصةً أنواع القمح والشعير البرية. وقد استُخدمت هذه الأعشاب والبقول البرية مثل البازلاء والعدس بصفتها مصادرًا غذائيةً في مجتمعات الصيد والجمع لآلاف السنين قبل انتشار الزراعة المستقرة.

### الأنهار
الفرات ودجلة هما المجريان المائيان الرئيسان في بلاد ما بين النهرين، واللذان يعطيان المنطقة اسمها، ويتدفقان من الأناضول إلى الخليج العربي. يبلغ طول نهر الفرات حوالي 2800 كم ويبلغ طول نهر دجلة حوالي 1900 كم. نظامهما من النوع المطري البحري، مع تدفق مرتفع في الربيع نتيجة ذوبان الثلوج وعندما تسقط الأمطار في بلاد الرافدين العليا. ويزداد هذا الأمر وضوحًا مع نهر دجلة، الذي يتلقى العديد من الروافد من زاغروس خلال الجزء الثاني من مجراه، بينما لا يوجد للفرات سوى رافد صغير في بلاد الرافدين العليا. وبالتالي فإن خَرْجه أضعف، خصوصًا لأنه يعبر مناطق أكثر تسطحًا وله منحنى واسع في سوريا مما يبطئ تدفقه. لذلك تحدث فيضانات الأنهار في الربيع - في أبريل بالنسبة لنهر دجلة وفي مايو بالنسبة للفرات (بعد الحصاد بفترة وجيزة أو أثناءه). يحدث تدفقهما الأساس في الصيف في وقت أشد درجات الحرارة، حين يكون النتح التبخري مرتفعًا للغاية، وخاصةً في الجنوب. إن تباين معدل التدفق على مدار العام كبير جدًا - يصل إلى 4:1. كان تصريف نهر الفرات وفيضاناته أضعف من تصريف نهر دجلة، لذلك تركزت المجتمعات الزراعية في جنوب بلاد الرافدين على ضفافه بشكل خاص. إن الأرض في هذه المنطقة مسطحة جدًا، مما يؤدي إلى التشعب، والذي ينتج عنه جزر ومستنقعات، بالإضافة إلى تغيرات مفاجئة في المسار، والتي حدثت عدة مرات في العصور القديمة. يحمل كلا النهرين الغِرْيَن الذي رفعهما فوق مستوى السهل المحيط بهما، مما يسهل ري تلك الأراضي. ومع ذلك، فإن هذا يعني أيضًا أن فيضاناتهما لديها القدرة على التسبب بأضرار جسيمة ويمكن أن تغطي مساحة شاسعة. يعني تسطُّح المنطقة أيضًا أن المنطقة الجوفية وقاع المجرى كانا قريبين جدًا، مما يتسبب في ارتفاعهما في فترات الفيضانات. في العصر الحديث، يلتقي نهرا دجلة والفرات لتشكيل شط العرب الذي يتدفق بعد ذلك في الخليج العربي، ولكن في العصور القديمة، لم تصل دلتاهما إلى هذا الحد جنوبًا، إذ أُنشئت ببطء بسبب ترسب الطمي.
تُعدّ الأنهار التي تصب في دجلة والفرات من المجاري المائية الأخرى في بلاد الرافدين. تنبع روافد الأول من زاغروس؛ وهي من الشمال إلى الجنوب: الزاب الكبير، والزاب الصغير، ونهر ديالى. تتميز مجاريها بسرعة جريانها، نظرًا لانحدار تضاريسها والوديان التي تتدفق عبرها، بالإضافة إلى ذوبان الثلج في الربيع والذي يؤدي إلى فيضانات عارمة في أبريل/مايو. تحمل هذه الروافد كميات كبيرة من الطمي الذي ينتهي به المطاف في نهر دجلة. لنهر الفرات رافدان يلتقيان به في جنوب الجزيرة الفراتية: البليخ والخابور.

### التضاريس
تضاريس بلاد الرافدين مُسطحة في معظمها، وتتألف من سهول فيضية وهضاب. تحدها جبال شاهقة من الجهة الشرقية - سلسلة جبال زاغروس، التي تتخللها وديان عميقة وأخاديد تمتد من الشمال الغربي إلى الجنوب الشرقي (الزاب الكبير، الزاب الصغير، ديالى) – وجبال أصغر وبراكين في بلاد الرافدين العليا (الجزيرة الفراتية) (كوكب، طور عبدين، جبل عبد العزيز، سنجار، جبل كركوك). تتكون بلاد الرافدين العليا أساسًا من هضاب مائلة قليلًا نحو الشرق، ويبلغ ارتفاعها من 200 إلى 500 متر، وتُعرف الآن باسم الجزيرة. وهكذا، تتدفق الأنهار عبر وديان يتراوح عرضها بين 1 و10 كيلومترات. إن النصف الجنوبي من بلاد الرافدين، وهو الجزء الذي يُسمى بلاد الرافدين تحديدًا من وجهة نظر جيوفيزيائية، حيث يتدفق نهرا دجلة والفرات بالقرب من بعضهما البعض، هو سهل شاسع، يتراوح عرضه بين 150 و200 كيلومتر، وله انحدار طفيف جدًا، يتناقص جنوبًا حتى يكاد ينعدم. وهذا يُشجع ظهور الأنهار المَجْدُولة، والتغيرات المفاجئة في مسار النهر، ونشوء مناطق مستنقعية.

### التربة
التربة في بلاد الرافدين هي في الغالب من النوع المُعتاد في المناخات القاحلة: طبقة رقيقة فوق صخر الأساس، وهي ليست خصبة جدًا. تتكون هذه التربة عمومًا من الحجر الجيري أو الجص مع عناصر غذائية تُمكّن نمو النباتات، ولكن لها طبقة ضيقة فقط يمكن أن تنمو فيها الجذور. توجد تربة أعمق في وديان وقنوات الجزيرة العليا. على النقيض من ذلك، في المناطق الأكثر جفافًا في الجزيرة السفلى وبلاد الرافدين السفلى، تكون التربة عمومًا متناثرة ورقيقة جدًا (من نوعي سولونشاك وفلوفيسول) وتتكون في الغالب من الجص. تتقهقر هذه التربة بسهولة، ويسرع الري من تعريتها وتملحها. ومع ذلك، فإن فقر وهشاشة تربة جنوب بلاد الرافدين تُعَوَّض إلى حد كبير بمساحات الأراضي المسطحة المتاحة للري. على النقيض من ذلك، توجد تربة أفضل في الشمال، ولكن بمساحة أقل، وهناك مخاطر أكبر ناجمة عن تباين هطول الأمطار.